# Gino Bechi
Gino Bechi est un chanteur lyrique (baryton) italien né le 16 octobre 1913 à Florence, où il est mort le 2 février 1993.

## Biographie
Gino Bechi étudie le chant dans sa ville natale avec Raoul Frazzi, et débute à Empoli en 1936, en Germont dans La traviata. Il chante en province (Alessandria, Bari, Palerme, Reggio d'Émilie, etc.) dans Il barbiere di Siviglia, Lucia di Lammermoor, Rigoletto, etc.
Il débute à l'Opéra de Rome en 1938, dans L'arlesiana, puis à la Scala de Milan en 1940, dans La forza del destino. C'est dans cette salle qu'il connaît ses plus grands succès. Peu après, il chante dans Zazà de Ruggero Leoncavallo, aux côtés de Beniamino Gigli, avec qui il enregistre des intégrales de Un ballo in maschera, Aida, Cavalleria rusticana et Andrea Chénier.
Il paraît sur toutes les grandes scènes lyriques d'Italie (Florence, Vérone, Bergame, etc.), puis, la guerre finie, entame une carrière internationale, se produisant à Lisbonne, Barcelone, Paris, Bruxelles, Londres, Rio de Janeiro, Buenos Aires, Chicago, San Francisco.
Également à son répertoire, La favorita, Il trovatore, Otello, Guillaume Tell, Hamlet, Pagliacci, Tosca, etc.
Il se retire de la scène en 1964, et enseigne à l'Académie musicale Chigiana de Sienne, puis devient directeur artistique du Teatro Sao Carlos de Lisbonne.
Bechi sort temporairement de sa retraite pour chanter Germont dans une version filmée de La traviata, aux côtés d'Anna Moffo et Franco Bonisolli, en 1968.

## Sources
- Operissimo.com